# زیست‌فراهمی مواد مغذی در حیوانات
زیست‌فراهمی مواد مغذی در حیوانات: اسیدهای آمینه، مواد معدنی و ویتامین‌ها کتابی از کلارنس بی آرمان، دیوید اچ بیکر، اوستین جی. لوییس با ترجمهٔ محمود شیوازاد و علیرضا صیداوی است که در سال ۱۳۸۳ منتشر و در مراسم کتاب سال جمهوری اسلامی ایران به‌عنوان کتاب برگزیده معرفی شد.